# 戈蘭·達拉積
戈倫·卓吉奇（1986年5月6日—），另譯名戈蘭·崔季奇，出生於斯洛維尼亞盧比安納的前籃球運動員，最後效力於密尔沃基雄鹿
卓吉奇可以在球場上扮演控球後衛與得分後衛兩個不同的位置，球風頑強積極，防守強硬，有一定的投籃能力和組織能力，反擊快攻能力尤為出色。他在2008年9月22日從鳳凰城太陽開始NBA生涯。2014年獲選為該季NBA最佳進步球員以及NBA年度第三隊。2018年入選為NBA全明星賽。

## 歐洲時期
卓吉奇在2003年17歲時進入了斯洛維尼亞2D聯賽（2D League）盧比安納伊利里亞籃球俱樂部（Ilirija Ljubljana）開始了他的籃球生涯。2004年他進入了斯洛維尼亞國內最高水準的A級聯賽（Slovenian Premier A League）的KD斯洛文隊（KD Slovan）。2005年獲得斯洛維尼亞籃球聯賽最佳新人獎，並於次年入選國家隊。2006年轉投西班牙ACB聯賽（Spanish ACB），加盟CB莫夕亞（CB Murcia）。
2007年歐洲籃球錦標賽，他代表斯洛維尼亞隊出戰，在88比74擊敗擁有著名球星東尼·帕克的法國隊之後，開始受到世人的注意。同年他加盟了同時參加斯洛維尼亞聯賽（Slovenian League）、亞德里亞海聯賽（Adriatic League）和歐洲聯賽（Euroleague）的籃球俱樂部盧比安納奧林匹亞（Olimpija Ljubljana），並在2007-08賽季，為球隊贏得了斯洛維尼亞聯賽冠軍。

## NBA生涯

### 鳳凰城太陽 (2008–2011)
卓吉奇自小即崇拜NBA鳳凰城太陽後衛史提夫·奈許，而他的出色表現也被太陽隊看中，邀请了他参加2008年NBA夏季聯賽。他在同年決定参加NBA選秀，在第二輪第45順位被聖安東尼奧馬刺隊選中，不久後太陽以第48順位與隔年第二輪選秀權以及現金50萬美元為代價，將他從馬刺隊手上交易過來。在處理完卓吉奇與當時歐洲母隊的合約問題後，在2008年9月22日正式簽下了他。太陽隊將卓吉奇視為奈許的接班人，期許他能接下未來球隊先發控衛的位置。然而他因當時身體強度未達到NBA等級的水準，第一年的NBA生涯表現並不出色。
09-10賽季在休賽期間努力的訓練後，卓吉奇展現出了與新人年不同的表現，率領了太陽的替補球員打出優異的成績。而讓卓吉奇一戰成名的是2010年5月7日季後賽西區半决赛第三場，在面對當初對他不感興趣的馬刺隊的比賽中，第四節他單節拿下了23分，以一人之力將馬刺隊意圖逆轉的氣焰徹底澆息，並讓太陽隊得到了系列賽3比0的絕對優勢。賽後太陽陣中老將格蘭特·希爾表示這是他看過在季後賽中最好的第四節表現，最終太陽隊以4比0橫掃了馬刺隊。
10-11賽季由於太陽隊交易來了以控球前鋒聞名的希達耶特·特克魯，卓吉奇失去了在奈許下場過後，由他來完全掌控球權的發揮空間，場上表現受到影響而不佳，在2011年2月24日被太陽隊交易到了休士頓火箭。

### 休士頓火箭 (2011-2012)
10-11賽季卓吉奇在與艾倫·布魯克斯的交易案中來到了火箭。2011年4月13日迎戰明尼蘇達灰狼隊的比賽中，在45分鐘內卓吉奇得到11分，11次助攻和11個籃板，獲得個人生涯第一次大三元數據也帶領球隊贏下勝利。
2011年7月1號NBA進入了第二次封館時期，卓吉奇與西班牙球隊巴斯克尼亚簽約，短暫的效力了一段時間，在新版勞資協議達成後，於2011年12月8日返回火箭隊。
11-12賽季在隊上主控凱爾·洛瑞因病缺陣的情況下，卓吉奇受到火箭教練凱文·麥克海爾的提拔成為先發控衛，在2012年3月份平均每場貢獻15分、5籃板、7助攻，2012年4月份更提高到21分7助攻的表現，並拿下了4月份第一周的西區單周最佳球員。本賽季結束卓吉奇成為了自由球員，他拒絕了提出合約金額總額較高的火箭隊，選擇回到太陽隊。

### 重返鳳凰城 (2012–2015)
12-13賽季卓吉奇同意與鳳凰城太陽隊簽下4年3000萬美元的合約，接下了奈許離開的空缺，成為了太陽的先發控衛。2013年2月19日，他得到了職業生涯最高的18次助攻幫助球隊擊敗了波特蘭拓荒者隊。2013年3月24日面對布魯克林籃網隊的比賽中繳出了31分、9籃板、12次助攻，只差1籃板即拿下了個人第二次的大三元數據。儘管本季太陽戰績不佳，卓吉奇仍展現了一些職業生涯新高的表現。
13-14賽季太陽在與洛杉磯快艇的交易中換來了艾瑞克·布萊索與卓吉奇搭檔
，在新教練傑夫·霍納塞克的雙控衛戰術下，一部分時間轉打得分後衛的他表現十分不錯，太陽的戰績也有了顯著的提升。然而在2014年1月份布萊索因右膝傷勢缺陣後，卓吉奇獨自扛起了領導球隊的重任，目前（截至2014年2月）以20分、6助攻、投籃命中率50%以上的數據，除了第二次拿到了單周最佳球員的殊榮，也曾在NBA官方的MVP票選排行上名列第六，並且是2014年明星賽西區未入選名單中的遺珠之一。2014年2月8日與金州勇士的比賽中，面對西區明星賽先發控衛的史蒂芬·柯瑞的卓吉奇，僅出手13次便拿下了34分以及10次助攻，帶領球隊獲勝。
2014年2月28日與新奧爾良鵜鶘的比賽中再度創下個人生涯得分新高的40分。
本季最後太陽隊取得48勝34敗列西區第九（但此戰績在該季的東區可排第三名。），雖無緣季後賽但球隊在卓吉奇的帶領下，隊中沒有全明星的情況卻打破了開季前各家媒體的西區倒數預測，在例行賽結束後入選年度第三隊，並被票選為該季最佳進步球員。
14-15賽季太陽簽下了他的弟弟佐蘭·德拉季奇，但該季太陽教練霍納塞克施行三衛戰術，並逼迫卓吉奇改以無球打法的定位而失去了球權，然而太陽的戰績並沒有比上季由卓吉奇主控的狀況好，並且與當初太陽管理階層承諾卓吉奇的角色定位有明顯落差。多次協商未果後，卓吉奇表明他已經不會再信任太陽隊。在交易截止日前向太陽提出了交易要求，儘管太陽老闆Robert Sarver強力慰留，但太陽總管Ryan McDonough堅持將他交易，最後邁阿密熱火總管油頭萊利見縫插針，用2個選秀權換到這位頂級控衛。

### 邁阿密熱火 (2015–2021)
2015年2月19日，卓吉奇和他的弟弟佐蘭·德拉季奇以三方交易的方式被交易到邁阿密熱火隊，該交易也涉及了新奧爾良鵜鶘隊。兩天後，他首次在熱火隊亮相，但球隊最後以105-91輸給新奧爾良鵜鶘隊，錄得12分3籃板。由於熱火隊未能進入季後賽，卓吉奇在來到邁阿密的26場比賽中，場均得到16.6分和5.3次助攻。
2015年7月9日，卓吉奇與熱火簽訂了一份為期五年，價值9000萬美元的合約。2016年1月，由於左小腿受傷，他連續缺席了八場比賽。2016年2月20日，他以114-84擊敗華盛頓巫師隊，創下賽季最高的24分、8次助攻和7個籃板。他在3月11日擊敗了本賽季的高排名隊伍芝加哥公牛隊，以118-96成功將擊落，得到26分和9次助攻。4月7日，熱火隊以106-98擊敗芝加哥公牛隊，卓吉奇得到16分和職業生涯最高的12個籃板，幫助熱火隊在2003-04賽季以來首次橫掃公牛隊。在熱火隊與多倫多暴龍隊的第二輪季後賽對決中，卓吉奇在季後賽生涯最高的30分中幫助熱火隊在第六場以103-91獲勝，將系列賽打成3-3。熱火輸掉了第7場比賽，以4比3的比分結束了季後賽。
2016年11月28日，卓吉奇以112-104輸給波士頓凱爾特人隊，但其創下賽季最高的27分和17次助攻。2016年12月6日，在對上紐約尼克隊以114-103輸掉比賽但其得到29分（他當時作為熱火隊員的最高得分）。卓吉奇在六天後創造新賽季新高，以112-101擊敗華盛頓巫師隊得到34分。2017年2月6日，他得到33分並命中職業生涯最高的7個三分球，以115-113戰勝明尼蘇達灰狼隊，帶領熱火隊取得11連勝。
2017年11月8日，卓吉奇以126-115戰勝鳳凰城太陽隊，得到賽季最高的29分。2017年11月27日，他因11月20日星期一至11月26日星期日的比賽而被評為本周東部最佳球員。2018年1月15日，他在1月8日星期一至1月14日星期日的比賽中被評為本周東部最佳球員。這是他本週獲得的第四個球員榮譽。2月1日，Dragić在2018年NBA全明星賽中，取代了原在勒布朗隊的Kevin Love，使他在職業生涯中第一次成為全明星球員。
2018年10月27日，卓吉奇以120-111擊敗波特蘭拓荒者得到28分，成為第一個在NBA獲得10000分的斯洛維尼亞球員。在11月底和12月初，他因右膝疼痛錯過了8場比賽。
2020年11月20日，卓吉奇以2年3470萬美金續約熱火，第二年為球隊選擇權。

### 多倫多暴龍 (2021–2022)
2021年8月6日，多倫多暴龍通過簽約交易從熱火換來卓吉奇和普雷舍斯·阿丘瓦，熱火得到凱爾·洛瑞。11月28日，卓吉奇宣佈他因個人原因離開暴龍。2022年2月10日，卓吉奇和2022年首輪選秀權被交易到聖安東尼奧馬刺，以換取德魯·厄班克斯、撒迪厄斯·楊和2022年第二輪選秀權。五天後，他和馬刺隊同意買斷合約。

### 布魯克林籃網 (2022)
2022年2月22日，卓吉奇與布魯克林籃網簽約。

### 芝加哥公牛 (2022–2023)
2022年8月2日，卓吉奇被芝加哥公牛簽下。
2023年12月31日，卓吉奇宣布退休，結束其15年NBA職業生涯。

## 國際賽生涯
2004年卓吉奇18歲時，入選斯洛維尼亞青年國家隊參加了歐洲20歲以下青年籃球錦標賽，並獲得了該屆的冠軍拿下金牌，2005年他也再次代表了國家隊出賽。
卓吉奇20歲時正式進入了斯洛維尼亞國家男子籃球隊，在有限的發揮空間下參與了2006年世界籃球錦標賽與2007年歐洲籃球錦標賽。隨著不斷的學習與成長之後，在2009年歐洲籃球錦標賽與2010年世界籃球錦標賽漸漸在國家隊受到重用。2011年歐洲籃球錦標賽卓吉奇與他的弟弟佐蘭·德拉季奇（Zoran Dragić）開始一同於國家隊中奮戰。
在2013年歐洲籃球錦標賽時卓吉奇成為了該屆地主斯洛維尼亞國家隊的代表人物，帶領國家隊的他與他弟弟佐蘭一同為斯洛維尼亞拿下錦標賽第五名的成績，並為斯洛維尼亞取得了2014年男籃世界盃的參賽資格。卓吉奇在得分和助攻兩樣數據都位於排行榜前五名內，這為他贏得了該屆最佳五人之一的殊榮。
在2017年歐洲籃球錦標賽四強賽把衛冕軍西班牙以五成的三分命中率射爆，最終以92比72卓吉奇首度進決賽，面對塞爾維亞砍下35分的可怕演出下，以93：85擊敗塞爾維亞，奪得隊史首座歐錦賽冠軍。9月20日在歐錦賽幫助斯洛維尼亞奪下隊史第1面金牌的熱火後衛Goran Dragic在接受訪問時證實他將從國家隊退休的消息，此後全心投入NBA生涯。31歲的Dragic在剛結束的歐錦賽表現亮眼，9場繳出平均22.6分、4.4籃板、5.1助攻、1.6抄截、命中率4成82的成績，其中包括金牌戰對塞爾維亞的35分貢獻，不僅幫助祖國拿下首座歐錦賽頭銜，自己也獲選歐錦賽最有價值球員。

## 榮譽與成就
- 歐洲20歲以下青年籃球錦標賽冠軍 (2004)
- 斯洛維尼亞聯賽最佳新秀 (2005)
- 入選斯洛維尼亞聯賽全明星隊陣容 (2006)
- 斯坦科維奇洲際籃球冠軍杯冠軍 (2007, 2010)
- 斯洛維尼亞聯賽冠軍(2008)
- 2010年斯坦科維奇洲際籃球冠軍杯最有價值球員（MVP） (2010)[41]
- NBA西區單周最佳球員, 4/2-4/8 (休士頓火箭, 2012)[42]
- 2013年歐洲籃球錦標賽最佳五人 (2013)
- NBA西區單周最佳球員, 1/27-2/2 (鳳凰城太陽, 2014)[43]
- 入選NBA技巧賽 (2014)
- NBA最佳進步球員 (2014)
- NBA最佳陣容：
  - 第三隊：2014年
- 歐洲籃球錦標賽冠軍 (2017)
- 歐洲籃球錦標賽MVP (2017)

## NBA生涯數據

### NBA例行賽數據統計
| 賽季    | 球隊   | GP  | GS  | MPG  | FG%  | 3P%  | FT%   | RPG | APG | SPG | BPG | PPG  |
| ------- | ------ | --- | --- | ---- | ---- | ---- | ----- | --- | --- | --- | --- | ---- |
| 2008–09 | PHX    | 55  | 1   | 13.2 | .393 | .370 | .769  | 1.9 | 2.0 | .5  | .1  | 4.5  |
| 2009–10 | PHX    | 80  | 2   | 18.0 | .452 | .394 | .736  | 2.1 | 3.0 | .6  | .1  | 7.9  |
| 2010–11 | PHX    | 48  | 2   | 17.8 | .421 | .277 | .608  | 1.8 | 3.1 | .8  | .1  | 7.4  |
| 2010–11 | HOU    | 22  | 3   | 17.2 | .472 | .519 | .667  | 2.5 | 2.5 | .6  | .2  | 7.7  |
| 2011–12 | HOU    | 66* | 28  | 26.5 | .462 | .337 | .805  | 2.5 | 5.3 | 1.3 | .2  | 11.7 |
| 2012–13 | PHX    | 77  | 77  | 33.5 | .443 | .319 | .748  | 3.1 | 7.4 | 1.6 | .3  | 14.7 |
| 2013–14 | PHX    | 76  | 75  | 35.1 | .505 | .408 | .760  | 3.2 | 5.9 | 1.4 | .3  | 20.3 |
| 2014–15 | PHX    | 52  | 52  | 33.4 | .501 | .355 | .746  | 3.6 | 4.1 | 1.0 | .2  | 16.2 |
| 2014–15 | MIA    | 26  | 26  | 34.8 | .502 | .329 | .808  | 3.4 | 5.3 | 1.1 | .2  | 16.6 |
| 2015–16 | MIA    | 72  | 72  | 32.8 | .489 | .317 | .667  | 3.8 | 5.8 | 1.0 | .2  | 14.1 |
| 2016–17 | MIA    | 73  | 73  | 33.7 | .476 | .406 | .790  | 3.8 | 5.8 | 1.2 | .2  | 20.3 |
| 2017–18 | MIA    | 75  | 75  | 31.7 | .450 | .370 | .801  | 4.1 | 4.8 | .8  | .2  | 17.3 |
| 2018–19 | MIA    | 36  | 22  | 27.5 | .413 | .348 | .782  | 3.1 | 4.8 | .8  | .1  | 13.7 |
| 2019–20 | MIA    | 59  | 3   | 28.2 | .441 | .367 | .776  | 3.2 | 5.1 | .7  | .2  | 16.2 |
| 2020–21 | MIA    | 50  | 11  | 26.7 | .432 | .373 | .828  | 3.4 | 4.4 | .7  | .2  | 13.4 |
| 2021–22 | TOR    | 5   | 2   | 18.0 | .382 | .286 | 1.000 | 2.8 | 1.8 | 1.0 | .2  | 8.0  |
| 2021–22 | BKN    | 16  | 6   | 25.5 | .376 | .245 | .739  | 3.2 | 4.8 | .9  | .2  | 7.3  |
| 生涯    | 生涯   | 888 | 530 | 27.9 | .460 | .362 | .767  | 3.1 | 4.8 | 1.0 | .2  | 13.7 |
| 明星賽  | 明星賽 | 1   | 0   | 11.0 | .333 | .000 | .000  | 4.0 | 1.0 | .0  | .0  | 2.0  |

### NBA季後賽數據統計
| 賽季 | 球隊 | GP | GS | MPG  | FG%  | 3P%  | FT%   | RPG | APG | SPG | BPG | PPG  |
| ---- | ---- | -- | -- | ---- | ---- | ---- | ----- | --- | --- | --- | --- | ---- |
| 2010 | PHX  | 16 | 0  | 14.8 | .430 | .325 | .742  | 1.8 | 2.3 | .3  | .1  | 7.6  |
| 2016 | MIA  | 14 | 14 | 33.7 | .442 | .348 | .767  | 4.9 | 3.9 | .4  | .2  | 16.5 |
| 2018 | MIA  | 5  | 5  | 31.2 | .467 | .381 | .682  | 2.6 | 4.6 | 1.0 | .0  | 18.6 |
| 2020 | MIA  | 17 | 16 | 32.5 | .444 | .346 | .803  | 4.1 | 4.4 | 1.0 | .1  | 19.1 |
| 2021 | MIA  | 4  | 2  | 29.3 | .426 | .346 | .750  | 1.8 | 2.8 | 1.0 | .5  | 16.0 |
| 2022 | BKN  | 4  | 0  | 19.8 | .563 | .333 | 1.000 | 4.5 | 1.5 | .8  | .0  | 10.5 |
| 生涯 | 生涯 | 60 | 37 | 26.9 | .448 | .345 | .766  | 3.4 | 3.4 | .7  | .1  | 14.6 |